# Membránový proces
Membránové procesy jsou desalinačními postupy hojně využívanými v řadě průmyslových odvětví jako např. ve farmacii, elektrotechnice, potravinářství apod., dále pak při úpravách průmyslových odpadních vod a v neposlední řadě při úpravě vod pro pitné účely. Jedná se o postupy, jejichž principem je schopnost separace vstupního roztoku upravované vody použitím semipermeabilní membrány (polopropusné) na proud odsolený a koncentrovaný v závislosti na fyzikálních a chemických vlastnostech vstupního roztoku.